# HD 190007
HD 190007, так же известная как  Глизе 775 и V1654 Орла —звезда в созвездии Орла. Звезда имеет видимую звёздную величину +7.48m, и, согласно шкале Бортля, видна невооруженным глазом только на истинно-тёмном небе (англ. Typical truly dark site). Из измерений параллакса, полученных во время миссии Gaia, известно, что звезда удалена примерно на 41,5 св. лет (12,74 пк) от Земли. Звезда наблюдается севернее 87° ю. ш., то есть видна практически на всей территории обитаемой Земли, за исключением полярных областей Антарктиды. Лучшее время для наблюдения — июль.

## Свойства звезды
HD 190007 — карлик, спектрального класса K5V, что указывает на то, что водород в ядре звезды служит ядерным «топливом», то есть звезда находится на главной последовательности. Звезда излучает энергию со своей внешней атмосферы при эффективной температуре около 4548 К, что придаёт ей характерный оранжевый цвет звезды спектрального класса K.
Физические характеристики звезды аналогичны характеристикам 61 Лебедя A — наиболее яркого компонента этой системы — или же Эпсилон Индейца A. Масса звезды обычна для карлика и составляет: 0,68 {\displaystyle M_{\bigodot }}. Eё радиус на 20 % меньше радиуса Солнца и составляет 0,8 {\displaystyle R_{\bigodot }}. Также звезда тусклее нашего Солнца почти в 4 раза, её светимость составляет 0,24 {\displaystyle L_{\bigodot }}. Для того чтобы планета, аналогичная нашей Земле, получала примерно столько же энергии, сколько она получает от Солнца, её надо было бы поместить на расстоянии 0,49 а.е., то есть примерно на половину расстояния, между Меркурием и Венерой в Солнечной системе. Причём с такого расстояния, HD 190007 выглядела бы почти на 3,5 раз больше нашего Солнца, каким мы его видим с Земли — 1,74° (угловой диаметр нашего Солнца — 0,5°).
Звезда имеет поверхностную гравитацию 4,5 СГС или 316,2 м/с2, то есть несколько больше, чем на Солнце (274,0 м/с2), что.ю видимо, объясняется малым радиусом заезды. Звезды, имеющие планеты, имеют тенденцию иметь большую металличность по сравнению Солнцем и HD 190007 имеет на 44 % большее значение металличности: содержание железа в ней относительно водорода составляет 144 % от солнечного. Оценка скорости вращения составляет 2,55 км/с, то есть почти как у Солнца, что даёт период вращения порядка 16 дней. Возраст звезды оценивается в 880 млн. лет
HD 190007 является переменной типа BY Дракона, то есть вариации её блеска возникают из-за вращения, поскольку на её поверхности находятся пятна, аналогичные солнечным, но занимающие намного боìльшую площадь, а также из-за хромосферной активности. Яркость звезды меняется на 0.04m: период изменения блеска неизвестен, но должен быть порядка периода вращения звезды.

## Ближайшее окружение звезды
Следующие звёздные системы находятся на расстоянии в пределах 20 световых лет от звезды HD 190007 (включены только: самая близкая звезда, самые яркие (<6,5m) и примечательные звёзды). Их спектральные классы приведены на фоне цвета этих классов (эти цвета взяты из названий спектральных типов и не соответствуют наблюдаемым цветам звёзд):
| Звезда      | Спектральный класс | Расстояние, св. лет |
| Альшаин     | G8 IV              | 3,36                |
| Дельта Орла | F0 IV              | 10,53               |
| 31 Орла     | G8 IV              | 12,16               |
| HU Дельфина | M6e V              | 15,16               |
| 15 Стрелы   | G1 V               | 19,02               |

Рядом со звездой, на расстоянии 20 световых лет, есть ещё порядка 25 красных, оранжевых карликов и жёлтых карликов спектрального класса G, K и M, а также 4 белых карлика которые в список не попали.

### Комментарии
1. ↑  Расстояние рассчитано по приведённому значению параллакса
2. ↑  Угловой диаметр (δ) вычисляется по формуле:
{\displaystyle \delta =2\arctan \left({\frac {D_{\mathrm {S} }}{d_{\mathrm {CZ} }}}\right)}, где DS — диаметр звезды, выраженный в а.е.; dCZ — расстояние до зоны обитаемости